# 1760'erne
Århundreder: 17. århundrede – 18. århundrede – 19. århundrede
Årtier: 1710'erne 1720'erne 1730'erne 1740'erne 1750'erne – 1760'erne – 1770'erne 1780'erne 1790'erne 1800'erne 1810'erne
År: 1760 1761 1762 1763 1764 1765 1766 1767 1768 1769
Begivenheder
- Landevejsbyggeri bliver påbegyndt – af hovedlandevejene, 1761 – afsluttes hundrede år efter i 1860'erne

Personer